# سلسفي نصلي الأوراق
السلسفي نصلي الأوراق أو الدَبَح نصلي الأوراق (باللاتينية: Scorzonera ensifolia) نوع نباتي ينتمي إلى جنس السلسفي من الفصيلة النجمية.

## الموئل والانتشار
موطنه روسيا وأوكرانيا ومولدوفا.